# Військово-повітряні сили і війська ППО Республіки Білорусь
Військово-повітряні сили та війська ППО Республіки Білорусь (біл. Ваенна-паветраныя сілы і войскі супрацьпаветранай абароны) — один з видів Збройних сил Білорусі, головним завданням якого є прикриття адміністративних, військових, економічних центрів Республіки Білорусь, угруповань її військ від ударів супротивника з повітря, а також для ураження об'єктів та військ противника та забезпечення бойових дій Сухопутних військ.
У 2015 році зі складу авіації ВПС і військ ППО Білорусі була виключена остання вертолітна база — 181-ша, що базувалась на аеродромі Пружани. Її розформування було завершене до 1 грудня 2015 року.

## Історія

### Становлення
Розпізнавальний знак ВПС Республіки Білорусь
- Весна 1992 року. Створення власних збройних сил Республіки Білорусь після розпаду СРСР.
- 15 червня 1992 року, на базі управління 26-й Повітряної армії ВПС СРСР, було сформовано командування Військово-повітряних сил Республіки Білорусь.
- 1 серпня 1992 року, на основі управління ППО Білоруського військового округу, та 2-ї окремої армії ППО, було сформовано командування Військ ППО Республіки Білорусь.
- У 2001 році ВПС та війська ППО Білорусі були об'єднані в один вид збройних сил.

### Рекорди
4 і 10 березня 2005 року 3 льотчики ВПС Республіки Білорусь встановили на 2 МіГ-29БМ (б/н 06 і 07) 15 світових авіаційних рекордів за часом набору висоти 3000, 6000, 9000 і 12 000 м без навантаження і з навантаженням від 1000 та 2000 кг, а також по досягненню швидкості польоту замкнутим маршрутом протяжністю 100, 500 і 1000 км без навантаження.

### Катастрофи
Загалом за час існування, білоруські ВПС втратили в катастрофах 12 льотчиків, 8 літаків та 2 гелікоптери: 
- 23 травня 1996 року під час тренувального польоту розбився винищувач Су-27. Пілот Володимир Карват – загинув. Льотчику посмертно було присвоєно звання «Герой Білорусі» за те, що відвів машину, що падає, від населеного пункту;
- 19 травня 1997 року під час тренувального польоту розбився винищувач-бомбардувальник Су-17. Льотчик-випробувач Сергій Погребан загинув;

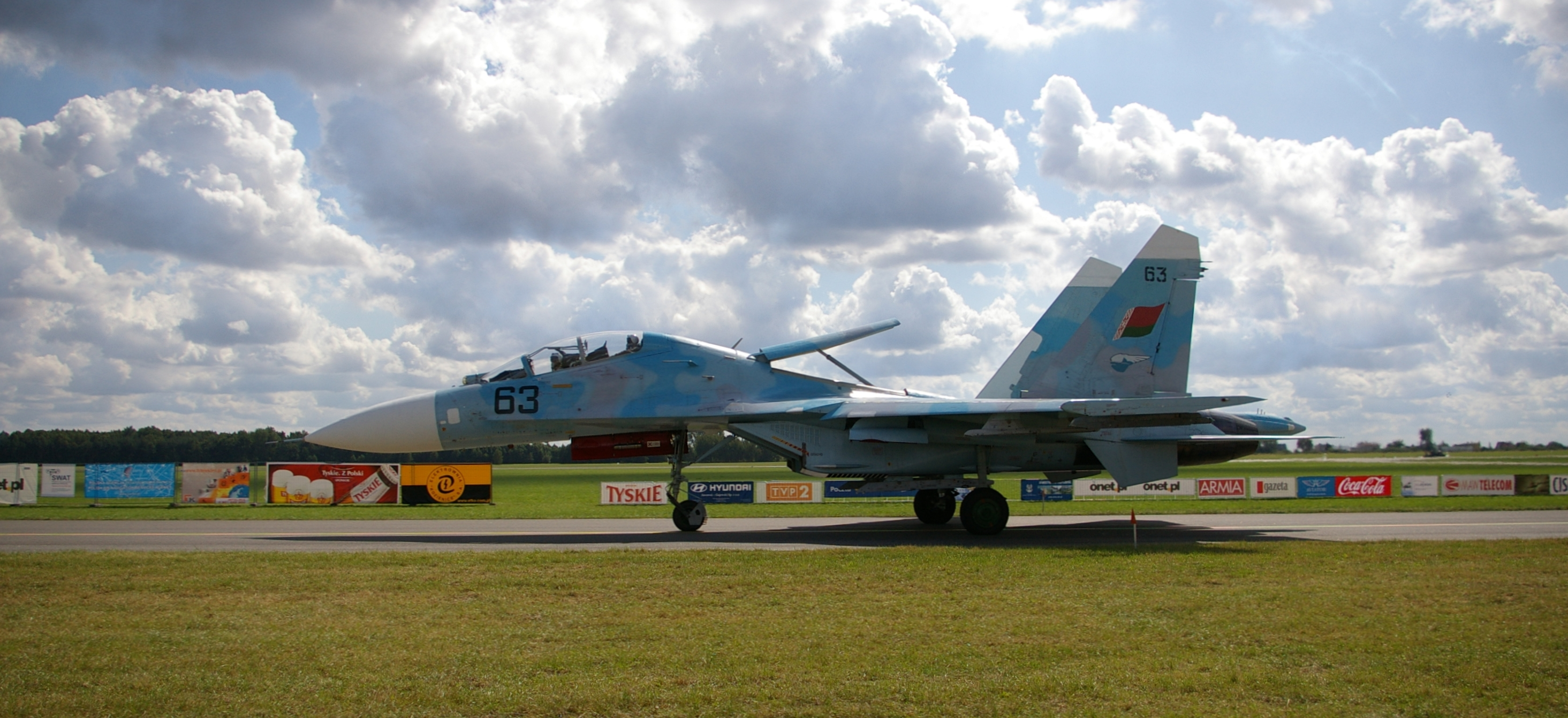
Су-27УБМ за п'ятнадцять хвилин до катастрофи на авіашоу в Польщі

- Су-27УБМ за п'ятнадцять хвилин до катастрофи на авіашоу в Польщі30 серпня 2009 року під час виступу на авіаційному шоу у польському місті Радом розбився Су-27УБМ. Загинули заступник командувача Західним оперативно-тактичним командуванням ВПС та військ ППО полковник Олександр Марфіцький та заступник командира 61-ї винищувальної авіабази полковник Олександр Журавлевич;
- 21 квітня 2010 року під час тренувального польоту в районі Ружан (Пружанський район) зіткнулися в повітрі два винищувачі МіГ-29. Пілот одного з літаків зумів катапультуватись. Інший винищувач приземлився на аеродромі;
- 23 вересня 2010 року в Ганцевичському районі під час виконання пілотажу підвищеної складності на малих висотах зазнав катастрофи МіГ-29. Загинули підполковник Сергій Коваленко та майор Олександр Жигайло;
- 29 листопада 2011 року на аеродромі Пружани під час виконання тренувального польоту зазнав катастрофи Мі-24. Жертвами катастрофи стали троє членів екіпажу: майор Олег Кохно, капітан Денис Глущенко, капітан Валерій Бобко;
- 12 червня 2012 року на полігоні «Німан» під Лідою розбився Су-25. Загинув пілот - підполковник Микола Гриднєв;
- 30 вересня 2014 року у Лідському районі впав штурмовик Су-25. Льотчик вижив;
- 11 листопада 2014 року у Ляховичському районі Брестської області впав МіГ-29 61-ї винищувальної авіабази. Льотчик катапультувався та вижив. Причина - пожежа, викликана коротким замиканням через порушення цілісності ізоляції від тертя джгута та трубопроводу;
- 25 квітня 2016 року під час планової посадки на майданчик приземлення поза аеродромом за 6 кілометрів від Мозиря сталася аварія гелікоптера Мі-24П 50-ї змішаної авіаційної бази ВПС та військ ППО. Екіпаж гелікоптера залишився живим.
- 27 січня 2017 року в Демократичній Республіці Конго в районі Рутшуру збито (за деякими даними, аварія сталася з технічних причин) два гелікоптери Мі-24, на одному з яких були троє білоруських військових фахівців, які займалися підготовкою льотчиків і техніків конголезьких військово-повітряних сил. Усі білоруси вижили, але були госпіталізовані до медустанови міста Гома.
- 23 лютого при виконанні планових польотів на аеродромі «Бобруйский» під час розгону МіГ-29 стався спалах двигуна. Льотчик катапультувався та вижив.
- 19 травня 2021 року в Барановичах розбився навчально-бойовий літак Як-130 116-ї штурмової авіаційної бази. Обидва льотчики, майор Андрій Нічипорчик та лейтенант Микита Куканенко катапультувалися, але загинули.

### Інші випадки
- 2 вересня 1995 року три повітряні кулі, що борються за кубок Гордона Беннетта, влетіли до білоруського повітряного простору. Попри той факт, що організатори повідомили білоруському уряду про гонку ще в травні, і що плани польотів були також представлені, білоруські військово-повітряні сили та війська протиповітряної оборони збили одну повітряну кулю. Загинуло двоє американських громадян. З двох повітряних куль, що залишилися, одна була змушена відразу екстрено приземлитися, а інша приземлилася через дві години після події внаслідок погіршення погоди. Екіпажі двох повітряних куль були оштрафовані за в'їзд до Білорусії без візи, а потім звільнені.
- 6 листопада 2004 року літаки ВПС Кот-д'Івуару з білоруськими льотчиками на борту помилково розбомбили позиції французьких миротворців у районі міста Буаке.
- 4 липня 2012 року шведський цивільний літак з території Литви незаконно перетнув повітряний простір Білорусії, скинувши на маленьких парашутах над містами Мінськ та Івенець іграшкових плюшевих ведмедиків з прикріпленими до них табличками, забезпеченими написами, що агітують проти уряду Лукашенка і проти порушення прав людини у країні.
- 23 серпня 2020 року щонайменше один білоруський гелікоптер Мі-24 вилетів для перехоплення зв'язки повітряних куль, що занесло вітром з боку литовського кордону на схід. До зв'язки куль було підвішена, за твердженням Міністерства оборони Республіки Білорусь, «антидержавна символіка». Наступного дня міністерства закордонних справ двох країн обмінялися нотами протесту: у Литві заявили про порушення білоруськими гелікоптерами повітряного простору Литви, а білоруське МЗС заявило про сплановану провокацію.

## Бойовий склад

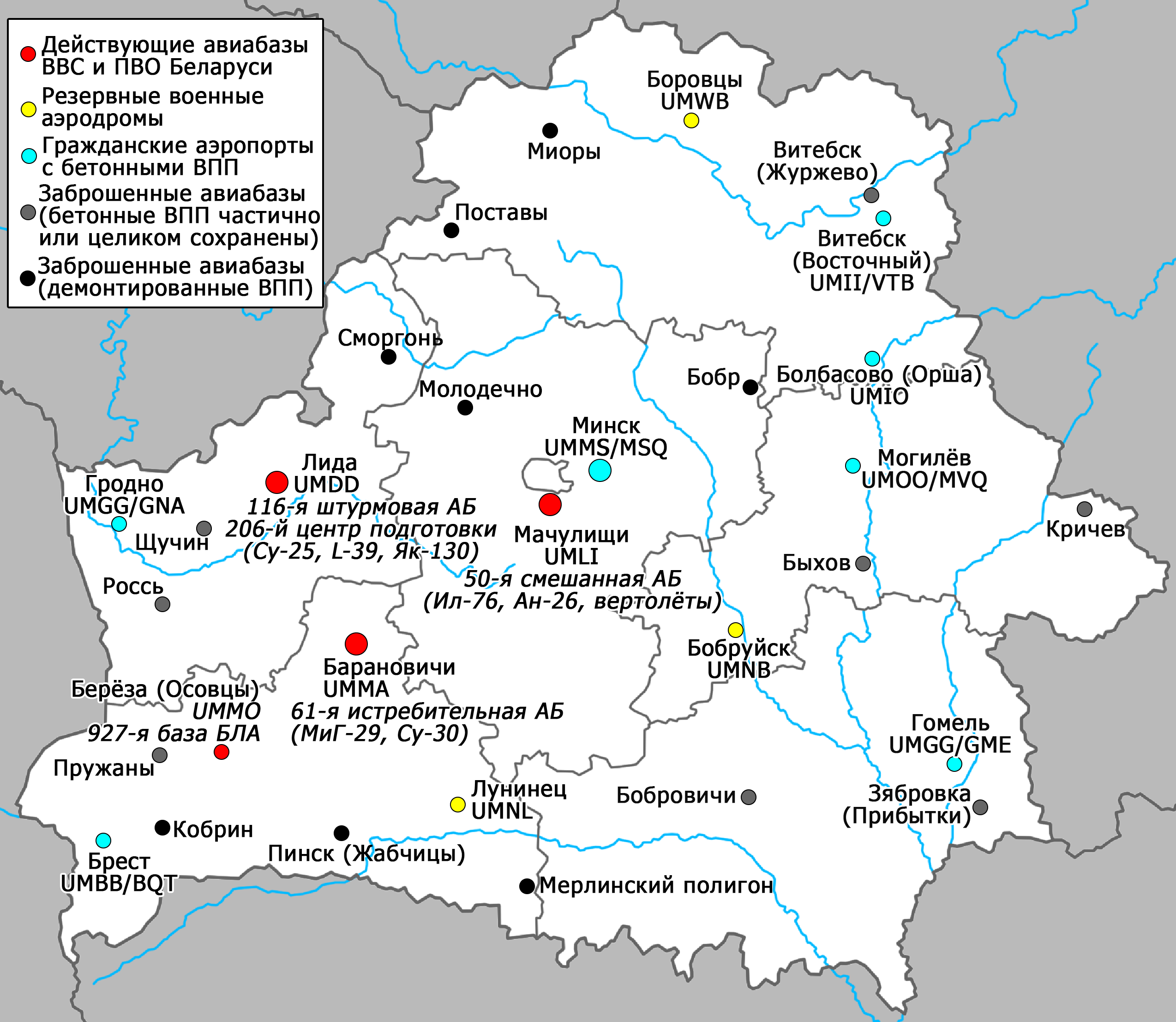

- Командування Військово-повітряних сил та військ ППО
- 61-ша винищувальна авіабаза
- 50-та змішана авіабаза
- 116-та гвардійська штурмова авіабаза
- 483-тя база охорони, обслуговування іта забезпечення
- зенітний ракетний полк (Лунинець)[1][2]
- 1146-й гвардійський зенітний ракетний полк[ru] («Тор-М2», Барановичі)[3][4]
- 147-ма зенітна ракетна бригада (С-300В, Бобруйськ)
- 276-й окремий батальйон охорони та обслуговування (аеродрому)

## Оснащення
Згідно з даними IISS The Military Balance на 2022 рік Військово-повітряні сили Білорусі мали у своєму розпорядженні таку техніку:
| Найменування       | Фото          | Країна походження | Призначення                | Варіант                     | Кількість     | Примітки                                         |
| Бойові літаки      | Бойові літаки | Бойові літаки     | Бойові літаки              | Бойові літаки               | Бойові літаки | Бойові літаки                                    |
| ------------------ | ------------- | ----------------- | -------------------------- | --------------------------- | ------------- | ------------------------------------------------ |
| Су-30              |               | Росія             | Багатоцільовий винищувач   | Су-30СМ                     | 4             | Замовлено 12 літаків                             |
| Міг-29             |               | СРСР              | Багатоцільовий винищувач   | МіГ-29С МіГ-29УБ МіГ-29БМ   | 34            |                                                  |
| Су-27              |               | СРСР              | Багатоцільовий винищувач   | Су-27 Су-27УБ               | 21            | не експлуатуються, знаходяться на зберіганні     |
| Ударні             |               |                   |                            |                             |               |                                                  |
| Су-25              |               | СРСР              | Штурмовик                  | Су-25К Су-25УБК             | 22            | Також близько 20 Су-25 знаходяться на зберіганні |
| Навчальний літак   |               |                   |                            |                             |               |                                                  |
| Як-130             |               | Росія             | навчально-бойовий          |                             | 11            |                                                  |
| Л-39               |               | Чехія             | навчально-тренувальний     |                             | 10            | Куплені у України у 2005 році.                   |
| Транспортний літак |               |                   |                            |                             |               |                                                  |
| Іл-76              |               | СРСР              | Транспортний літак         |                             | 2             |                                                  |
| Ан-26              |               | СРСР              | Транспортний літак         | Ан-26 Ан-24                 | 5             |                                                  |
| Гелікоптери        |               |                   |                            |                             |               |                                                  |
| Мі-24              |               | СРСР              | Ударний гелікоптер         | Мі-24В Мі-24П Мі-24Р Мі-24К | 12            |                                                  |
| Мі-35М             |               | Росія             | Ударний гелікоптер         | Мі-35П                      |               |                                                  |
| Мі-8               |               | СРСР              | Багатоцільовий гелікоптер  | Мі-8 Мі-8МТВ-5              | 8 12          |                                                  |
| Мі-26              |               | СРСР              | Багатоцільовий гелікоптер  |                             | 6             | знаходяться в резерві                            |
| ППО                |               |                   |                            |                             |               |                                                  |
| С-400              |               | Росія             | ЗРК великого радіусу дії   |                             |               |                                                  |
| С-300              |               | СРСР              | ЗРК великого радіусу дії   | С-300ПС С-300В              | 48            |                                                  |
| Бук                |               | СРСР              | ЗРК середнього радіусу дії | Бук-М1 Бук-М2               | 4 дивізіона   |                                                  |
| Оса                |               | СРСР              | ЗРК малого радіусу дії     | Оса-АКМ                     | 6 дивізіонів  |                                                  |
| Стріла-10          |               | СРСР              | ЗРК малого радіусу дії     |                             |               |                                                  |
| Тор                |               | Росія             | ЗРК середнього радіусу дії | Тор-М2Е                     | 17            |                                                  |
| Противник-ГЕ       |               | Росія             | Трьох координатна РЛС      |                             | 5             |                                                  |